# Museo Diocesano de Huesca
El Museo Diocesano de Huesca es un museo de arte sacro dependiente del Obispado de Huesca y del Cabildo de la Catedral de Huesca. Se encuentra en la plaza de la catedral, en pleno casco histórico de Huesca, y depende del obispado de Huesca. Parte del museo se encuentra en la propia catedral.
Tiene cuatro salas en las que se distribuyen las colecciones, provenientes tanto de la catedral como de distintas parroquias y museos de la diócesis de Huesca.

## Historia
Fue fundado en 1945, por decreto del obispo Lino Rodrigo, quien acordó colocar una colección de objetos en la antesala y la sala capitular para facilitar su divulgación, creando lo que se denominó como el "Tesoro de la Catedral" bajo la dirección del canónigo Estanislao Tricas Sipán, ya en el 1947 entró a la dirección del centro el historiador Antonio Durán Gudiol, quien consiguió dar la entidad jurídica de Museo al centro en el 1950 a través de un decreto episcopal.
Se cerró entre el 1969 y el 1972 por las obras de restauración de la Catedral, periodo en el que las obras se trasladaron al Museo Arqueológico Provincial y en 1975 se volvió a abrir como Museo Diocesano en un nuevo emplazamiento dentro del templo por el obispo Javier Osés Flamarique.
Entre 1997 y 2004 se remodeló en cuatro fases cronológicas con el proyecto del arquitecto Joaquín Naval Más, y programa del historiador del patrimonio artístico y antiguo director del museo, Antonio Naval Más.

## Colección
Se distribuye en cuatro salas, donde se representa el arte sacro en las siguientes secciones: orfebrería, románico, gótico y renacimiento-barroco, aunque también cuenta con un pequeño fondo arqueológico y una muestra de textos medievales.
La sala de la orfebrería se sitúa en dos partes: una en la antesala capitular y otra en la sala capitular. Esta sección ofrece trabajos de orfebre desde el medievo. Se pueden destacar tres arquetas románicas del taller de Limoges o una predela de plata de 1367 de estilo italogótico. La sala capitular ofrece trabajos de plata de los siglos XVI a XVIII, cruces procesionales, cálices, vinajeras, salvillas y también códices medievales de la catedral, libros impresos de los primeros impresores aragoneses o cantorales del siglo XVI.

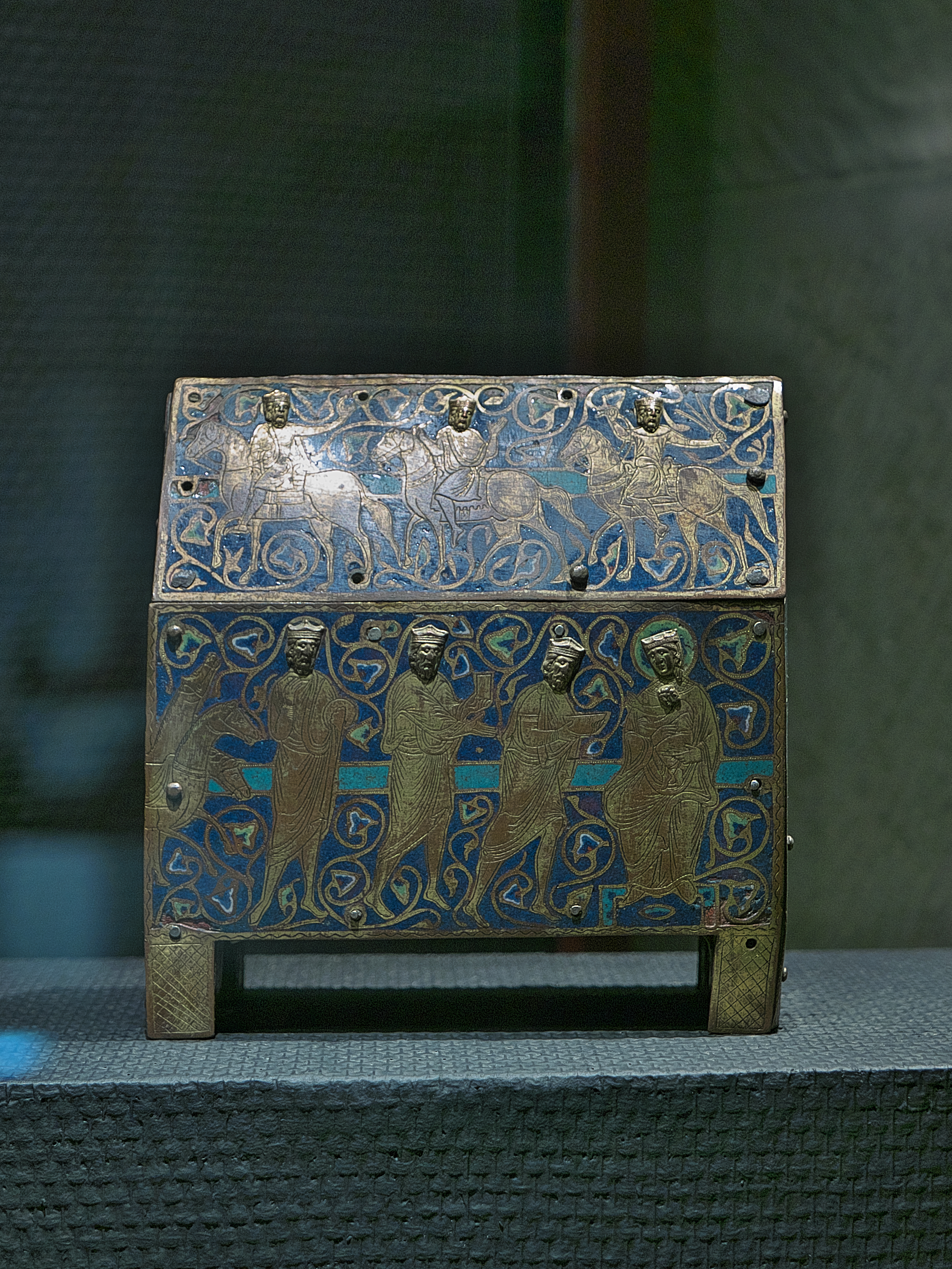
Arqueta relicario de placas de cobre y esmaltes de Limoges (siglo XII-XII)
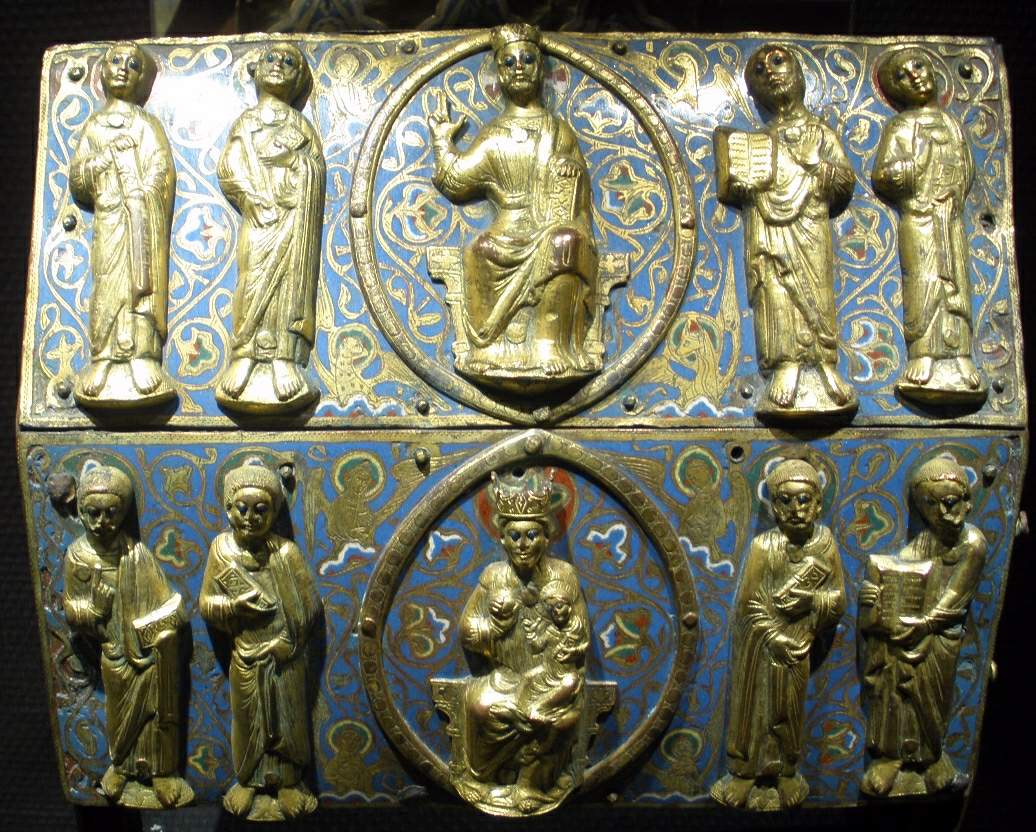
Detalle de arqueta relicario del siglo XII
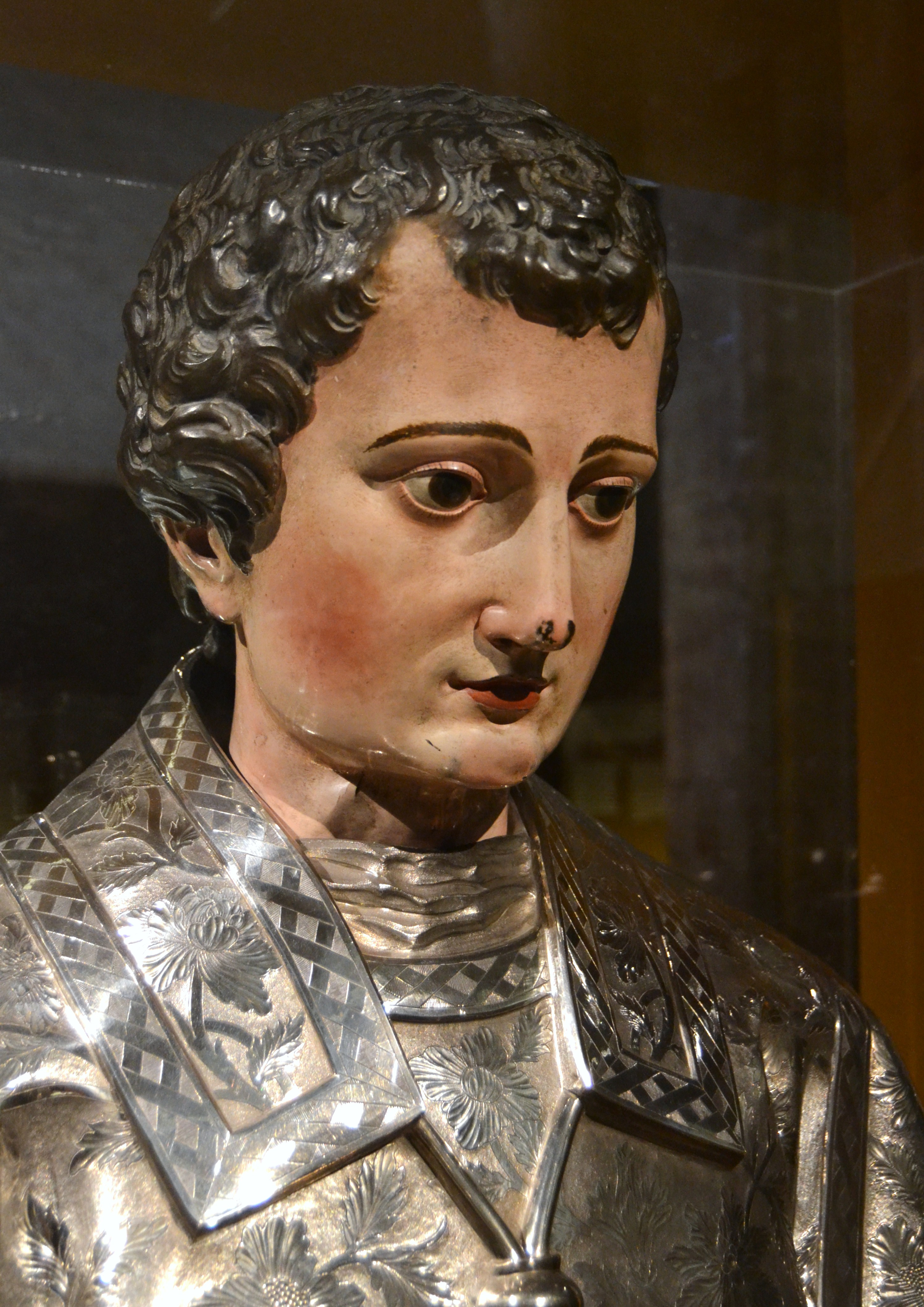
Detalle del Busto de San Lorenzo
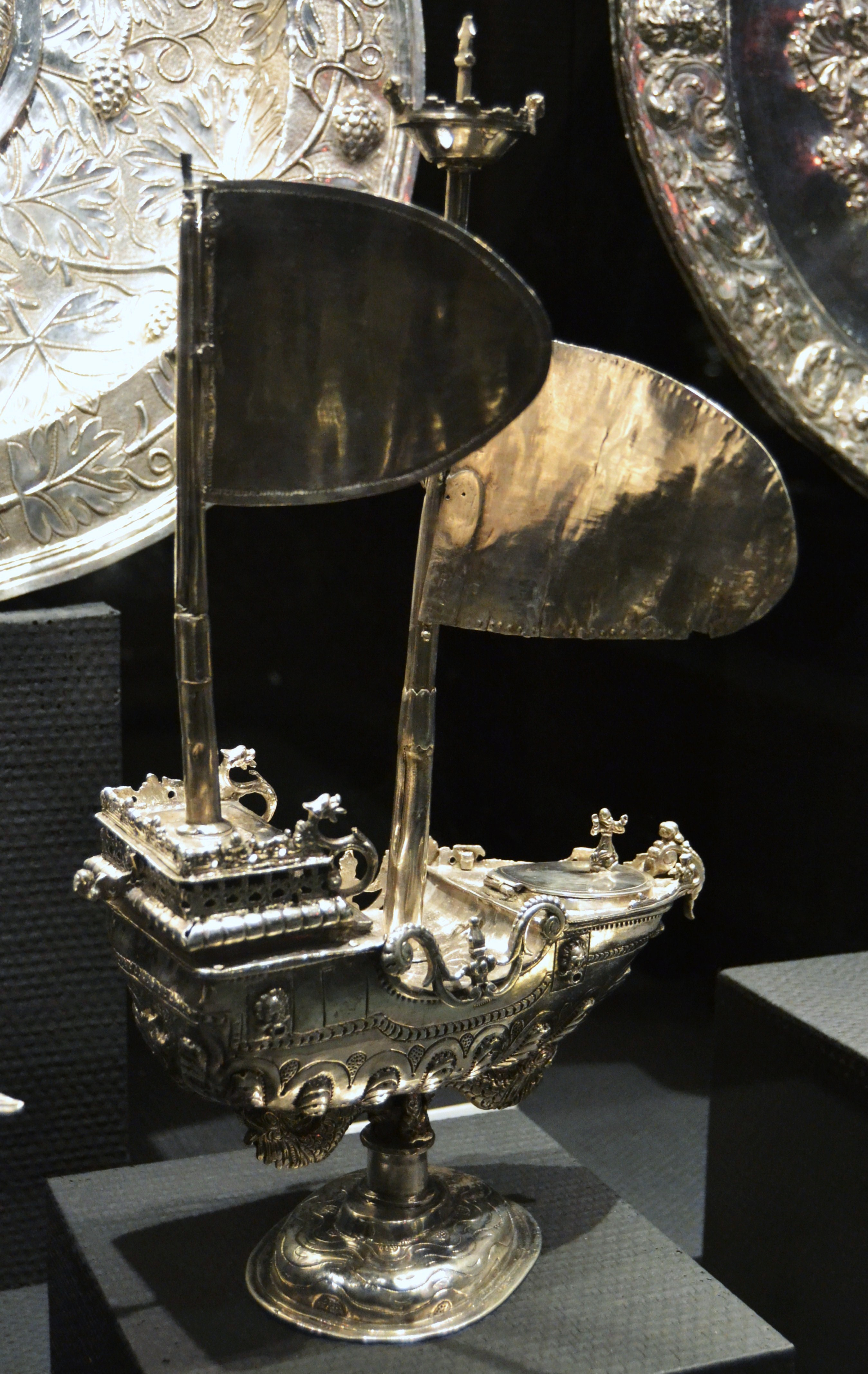
Naveta del siglo XVII

La sala románica se divide en dos claustros: el claustro románico y el claustro gótico del Papa Luna. En los muros del claustro románico se conservan enterramientos medievales y laudas sepulcrales con inscripciones de algunos nobles o eclesiásticos aragoneses del siglo XII al siglo XIV. Dentro de este claustro se encuentran diferentes pinturas murales y tallas policromadas de distintos puntos de la diócesis. En el claustro del Papa Luna se exponen pinturas góticas del siglo XV.

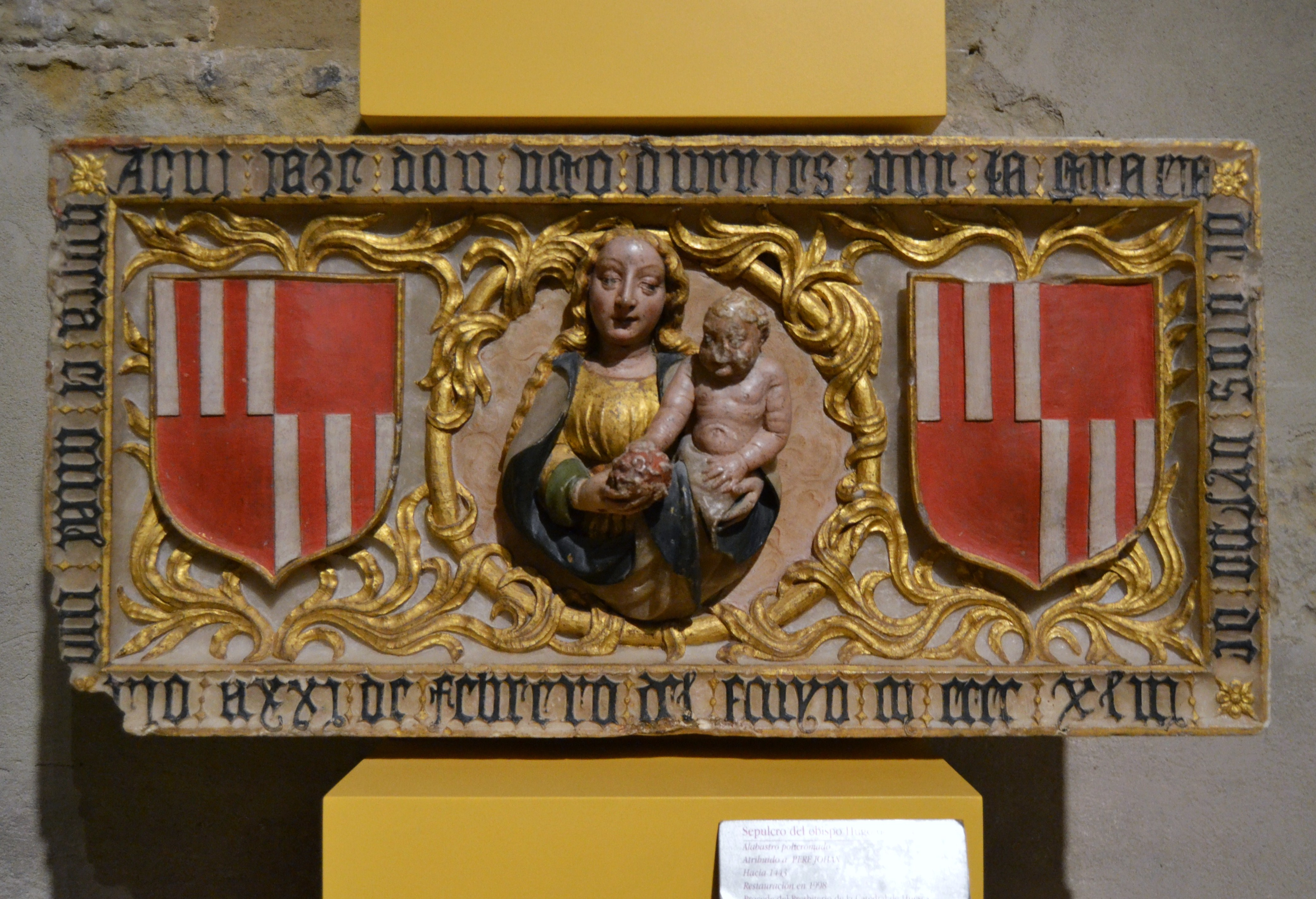
Sepulcro del obispo de Huesca Hugo de Urriés ca.1443
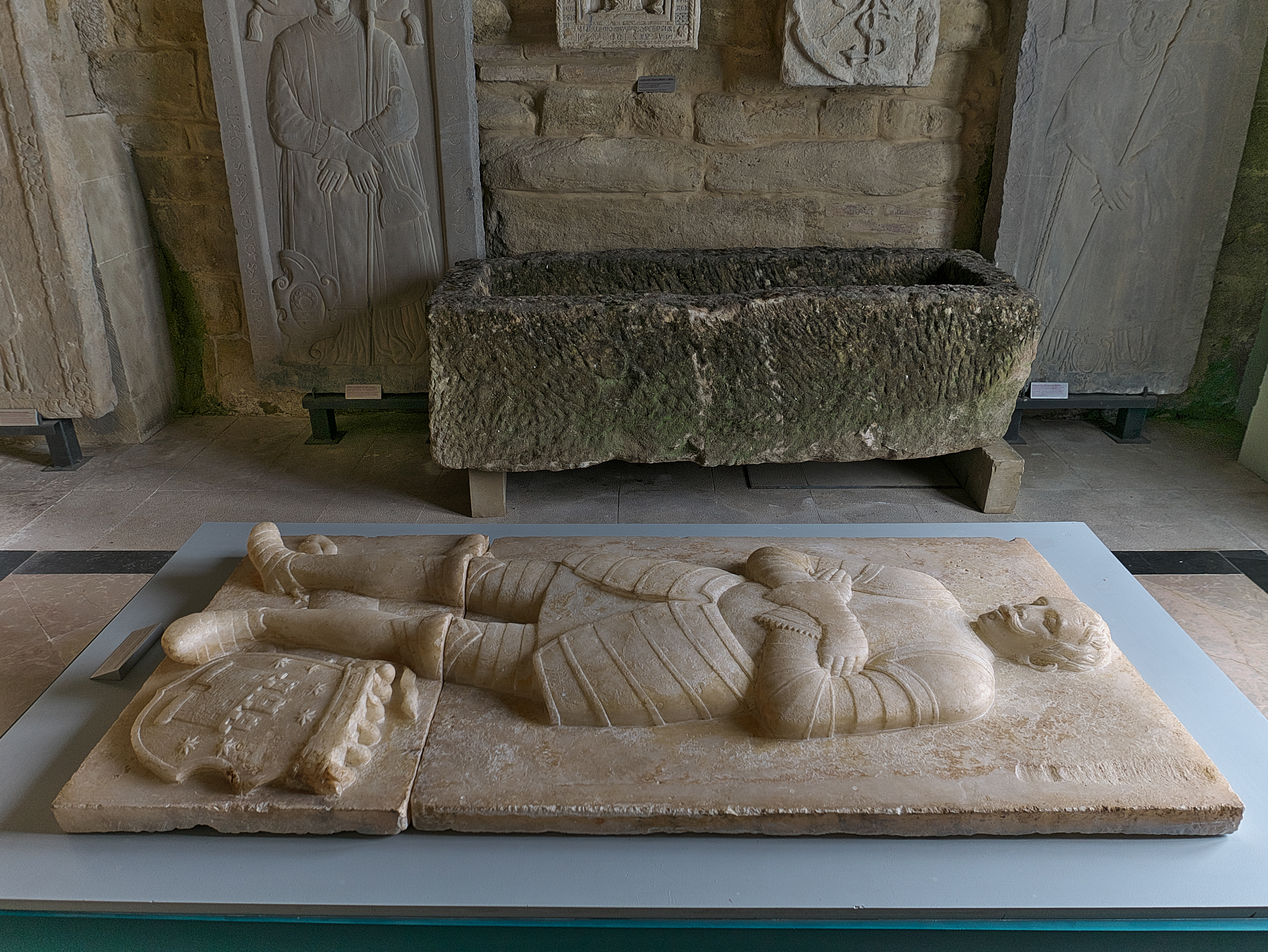
Detalle de la lápida de Faustino Cortés y Sangüesa señor de Torres Secas
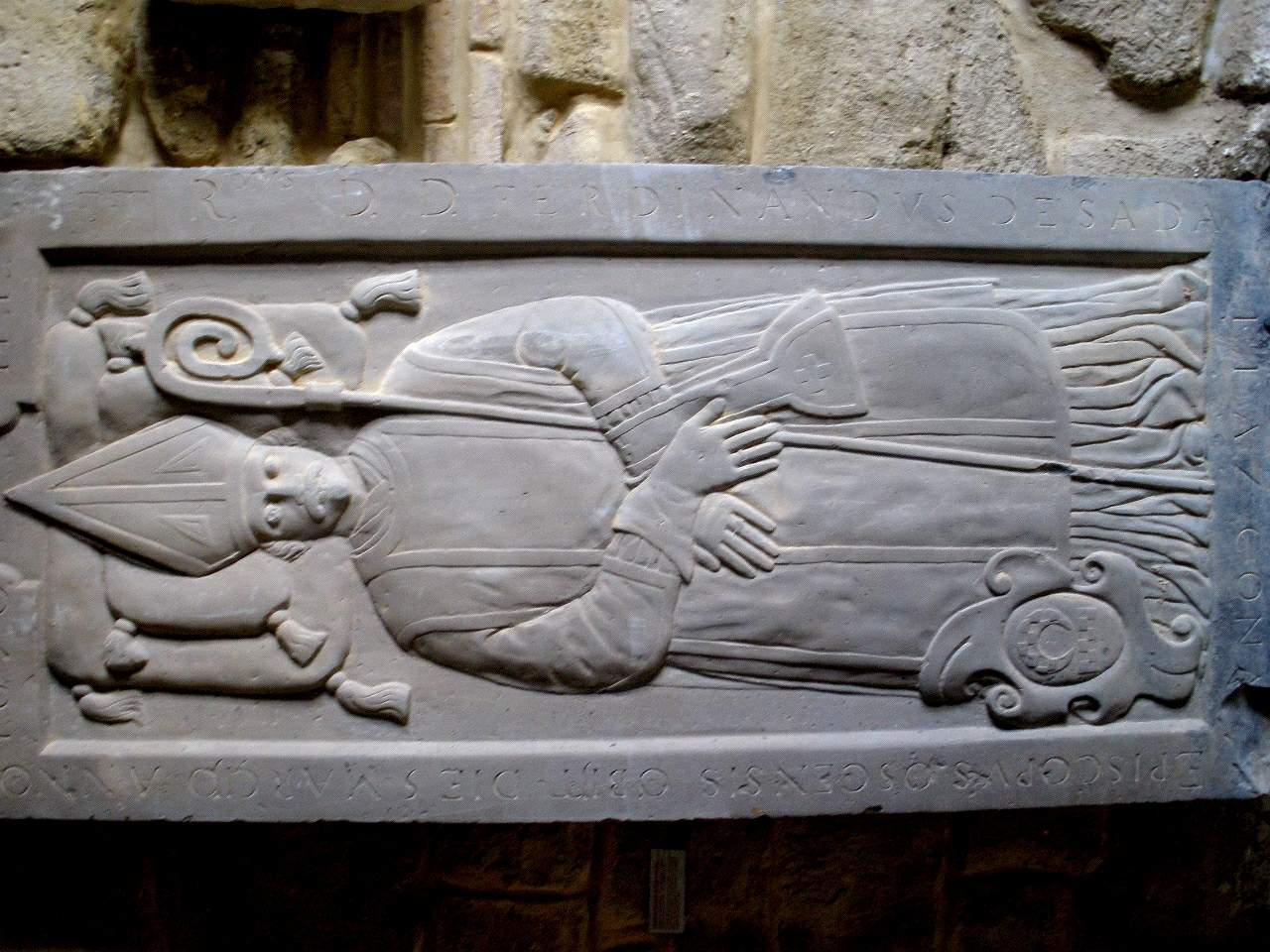
Lápida de Fernando de Sada y Azcona, obispo de Huesca
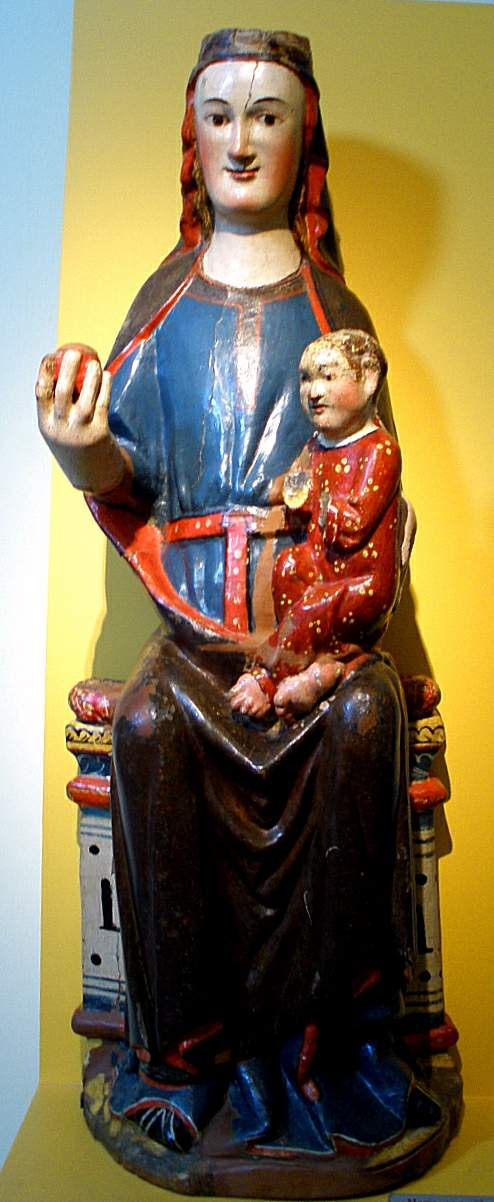
La Virgen con el niño del siglo XIV
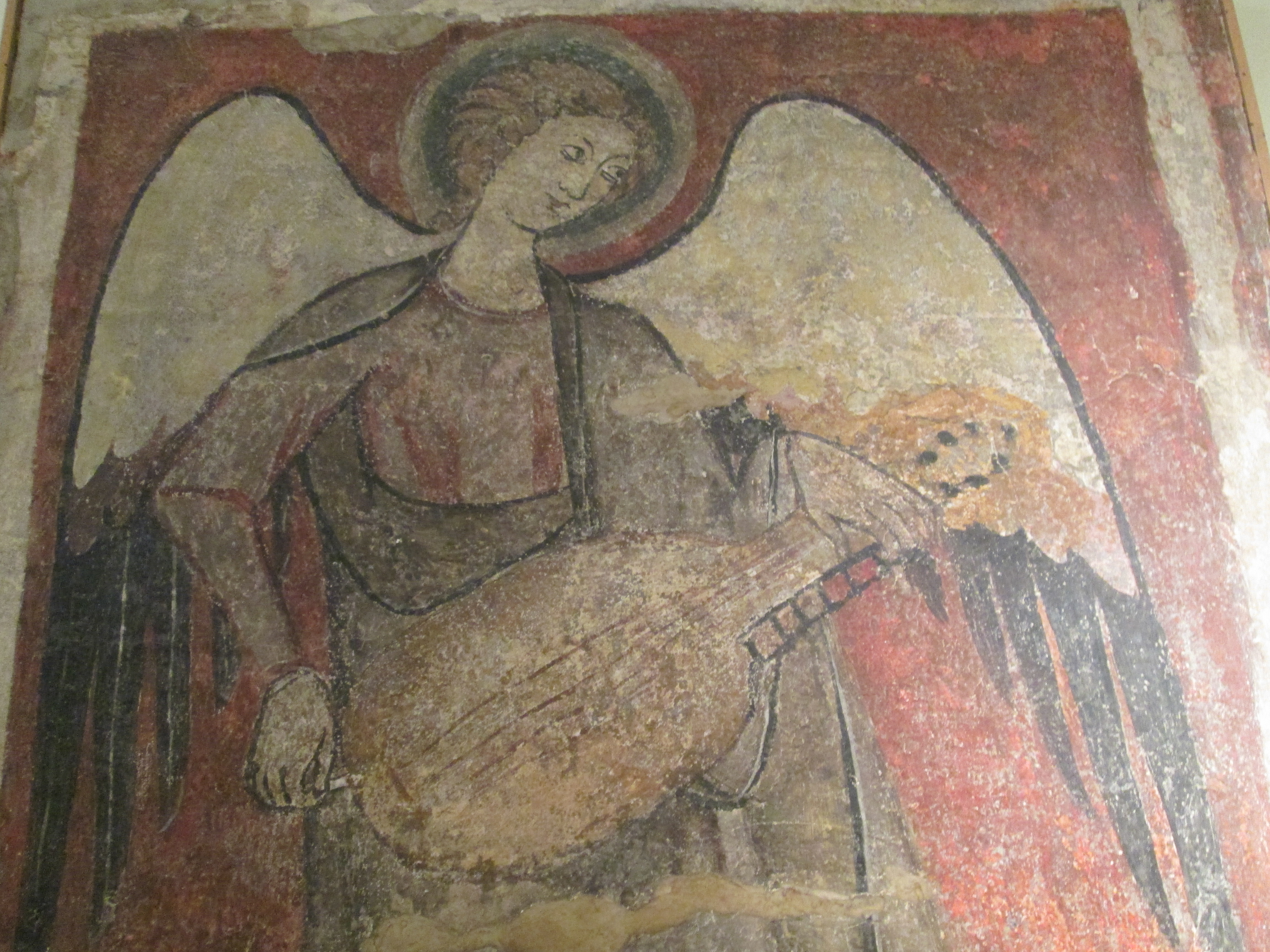
Detalle de ángel músico del 1304
- Parte del claustro gótico del Papa Luna

La sala del renacimiento-barroco empieza con el retablo mayor del siglo XVI que por encargo del abad de Montearagón y el arzobispo de Zaragoza hizo el escultor Gil de Morlanes el Viejo. También existen en la sala obras pictóricas del mismo siglo con influencias flamencas. La siguiente sala muestra un altar de plata del siglo XVIII representando a santos oscenses. También se presenta un retablo del siglo XVI y varias piezas del mismo siglo. Del barroco se muestran tallas del siglo XVIII. 

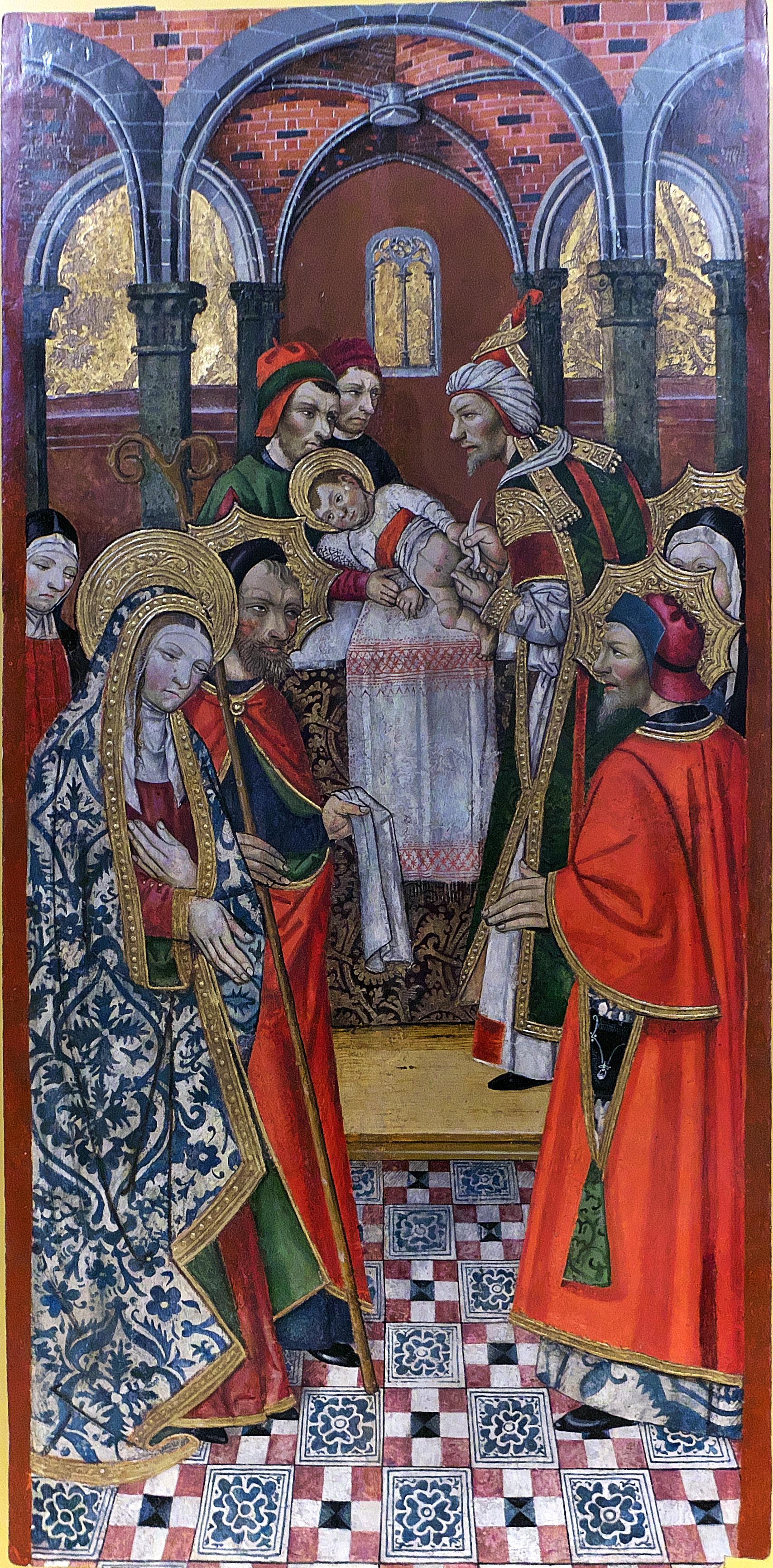
Circuncisión de Jesús de Martín de Soria pintada en 1485
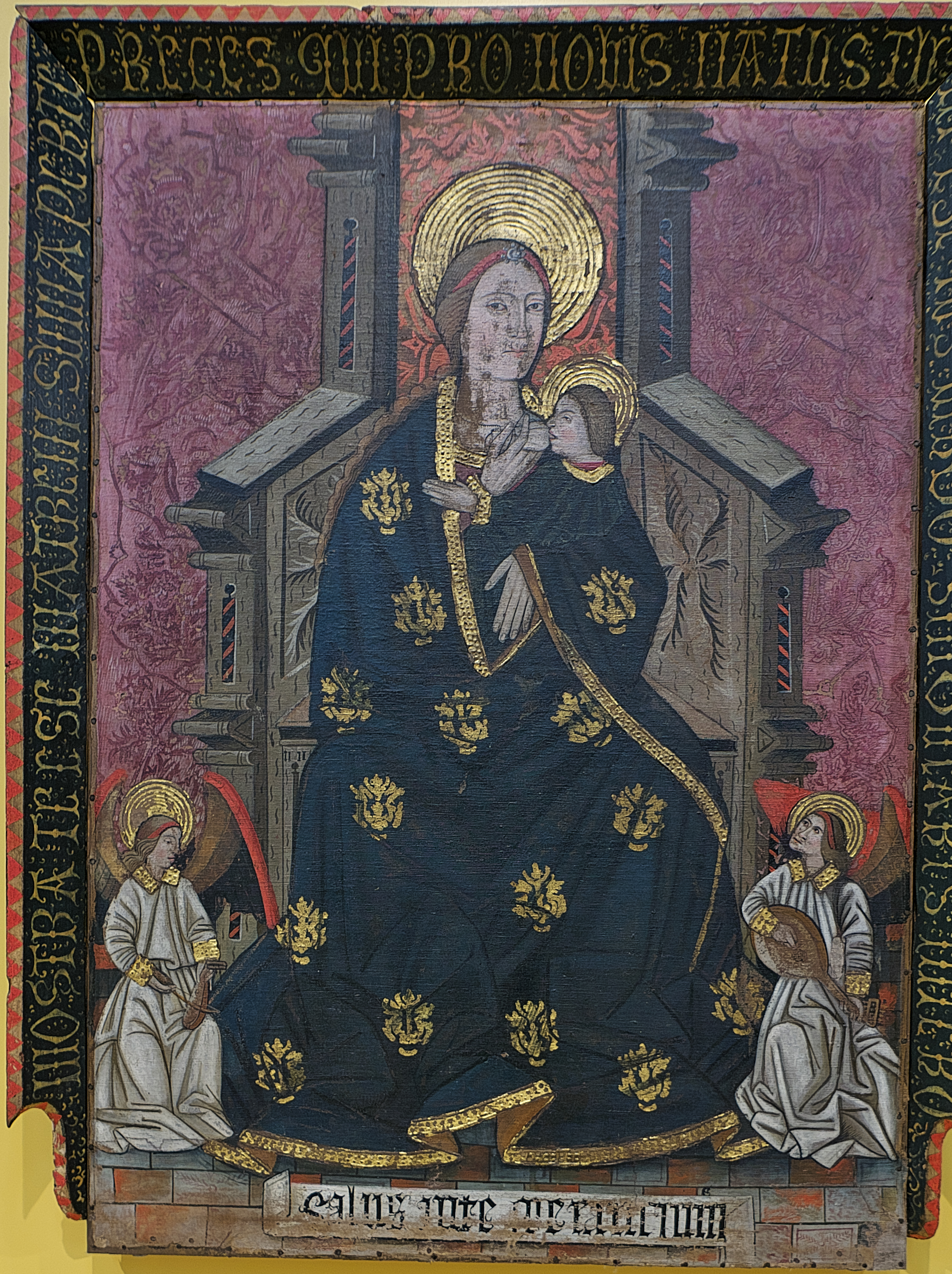
Virgen de la Leche (ca.1490)

Por último, la sillería del coro de la catedral, esculpida entre 1577 y 1591 pero que fue desmontada entre 1969 y 1972, por lo que hoy día se compone de 55 sillas en vez de las 85 que antiguamente tenía.

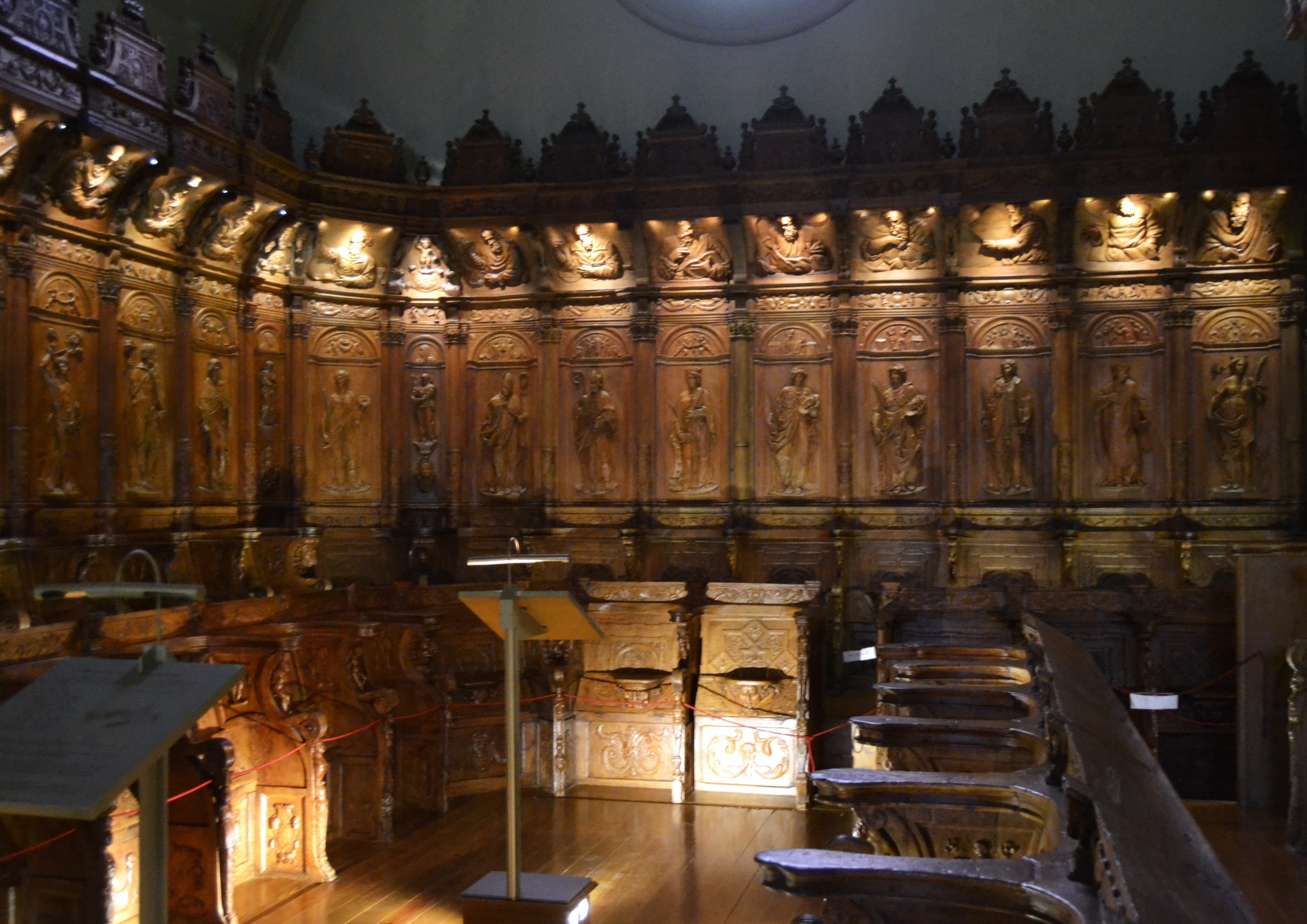
Vista de la sillería
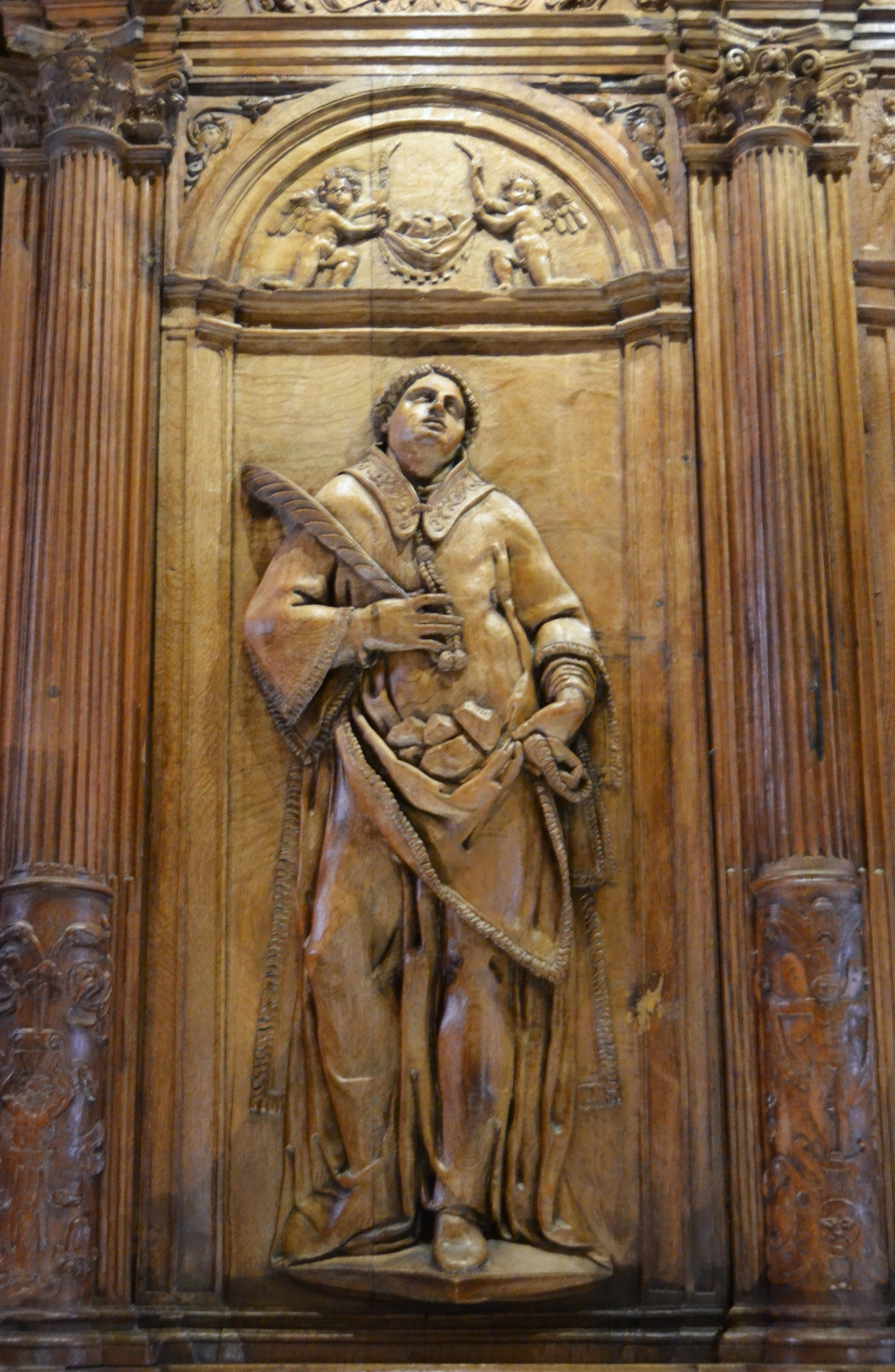
Detalle de santo